# 巴日乡
巴日乡，是中华人民共和国西藏自治区昌都市察雅县下辖的一个乡镇级行政单位。

## 行政区划
巴日乡下辖以下地区：
白西村、罗松村、拉堆村、帕拉村、拉麦村、拉冲村、尼珠村、吉列村、俄宗村、温雅村、仁堆村、白娘村、吉嘎村、德娘村和雄然村。